# 韋尚賢
韋尚賢（1488年—1551年），字思肖，號鷺沙，福建承宣布政使司泉州府南安县（今福建省南安縣）瀛溪人，軍籍，明朝政治人物。官至江西九江府知府。

## 生平
正德十一年丙子科福建乡试第五十九名举人，十六年（1521年），登辛巳科会试三百二十二名，三甲進士，授戶部主事，升郎中，出为广信府知府，调任常州府，未赴任，又改官九江府知府。二十三年（1544年）甲辰入觐，以考察罢官。家居八年，嘉靖三十年卒，年六十四。

## 家族
曾祖韋觀。祖父韋璇璋。父韋祥，號豫菴。母吕氏，继母柯氏。严侍下。弟韋庚、韋敦、韋侃。